# Lukas Mandl
Pour les articles homonymes, voir Mandl.
Lukas Mandl, né le 12 juillet 1979 à Vienne, est un homme politique autrichien. Membre du Parti populaire autrichien (ÖVP), il est député européen depuis le 30 novembre 2017.

## Biographie
Il est président de l'Europäische Föderalistische Bewegung Österreich, la section autrichienne de l'Union des fédéralistes européens. Il est nommé président du groupe Spinelli en octobre 2024, prenant ainsi la suite du député européen franco-italien Renew Sandro Gozi. Gabriele Bischoff lui succède en juin 2025. 